# Marine Hitzewelle

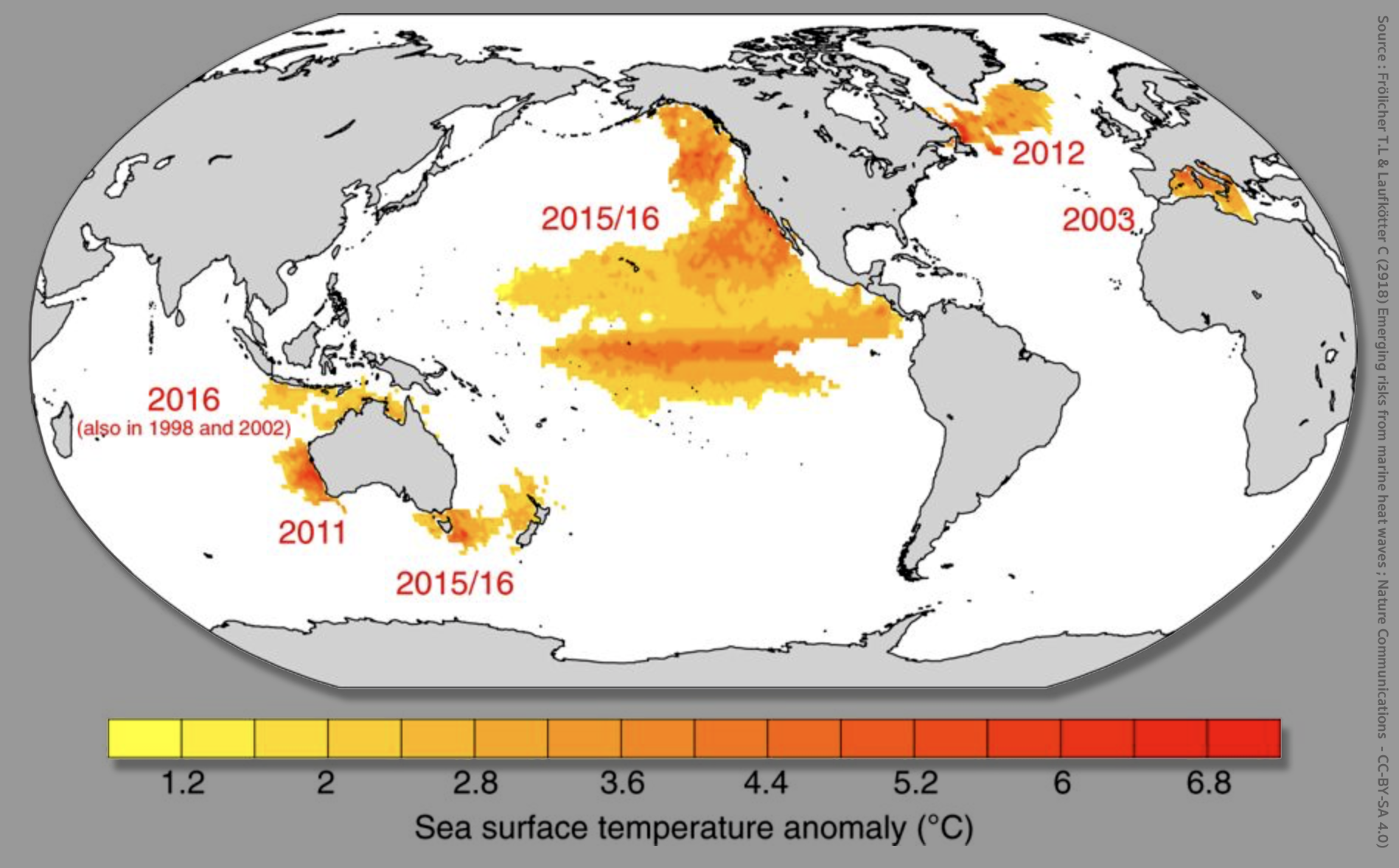
Bedeutende marine Hitzewellen 2000–2016

Eine marine Hitzewelle (MHW), auch Meereshitzewelle, ist eine relativ lange Zeitspanne ungewöhnlich hoher Meerestemperaturen in einer Region. Nach einer 2016 vorgeschlagenen konkreteren Definition spricht man von einer marinen Hitzewelle, wenn über einen Zeitraum von mindestens fünf Tagen die Temperaturen höher sind als 90 % der Temperaturwerte, die in einem 30-jährigen Vergleichszeitraum für die gleichen Kalendertage und die Region ermittelt wurden.
Marine Hitzewellen stellen eine Bedrohung für wichtige Ökosysteme dar, vor allem Korallenriffe, Tangwälder und Seegraswiesen. Sie können die Wanderung von Arten und Massensterben auslösen und zu erheblichen wirtschaftlichen Einbußen in Fischerei und Aquakulturen führen. Die Häufigkeit, Dauer und Intensität mariner Hitzewellen nehmen mit der gegenwärtigen anthropogenen globalen Erwärmung deutlich zu.

## Begriff
Ähnlich wie in der Atmosphäre gibt es auch im Meer Extremereignisse. Dazu zählen die Wirkungen von Fluten und starker Stürme, anoxische Ereignisse oder extreme Anomalien der Wassertemperaturen. Extrem hohe Temperaturabweichungen über einen längeren Zeitraum an einem Ort werden als marine Hitzewellen (MHW) bezeichnet. Sie sind ein erst seit Ende der 2000er Jahre näher erforschtes Phänomen.

Kategorisierung mariner Hitzewellen anhand ihrer maximalen Intensität

Der australische Ozeanograf und Meeresökologe Alistair J. Hobday und andere schlugen 2016 eine Definition vor, die sich an der atmosphärischer Hitzewellen orientiert:
Eine marine Hitzewelle ist ein Ereignis mindestens fünf aufeinander folgender Tage mit Meeresoberflächentemperaturen, die höher sind als 90 % der Werte eines 30-jährigen Vergleichszeitraums für den jeweiligen Kalendertag und den gleichen Ort.
Die Definition verwendet als Temperaturschwelle T90 das 90 Perzentil der Tagestemperaturen. Es handelt sich um eine relative Schwelle, die regionale und jahreszeitliche Variabilität einbezieht (→ Jährlichkeit). Sie erlaubt somit Vergleiche über verschiedene Jahreszeiten und Regionen. Auch im Winter und in hohen Breiten können marine Hitzewellen auftreten und ernste Folgen haben – so hängt etwa bei einigen Seegrasarten die Überlebensrate junger Pflanzen von niedrigen Wassertemperaturen in der kühlen Jahreszeit ab. Die Mindestdauer von fünf Tagen ist so gewählt, dass marine Hitzewellen an einem Ort gegenwärtig seltene Ereignisse sind. Die Abweichung gemessener Temperaturen TMHW von den langjährigen Tagesmitteltemperaturen Tc wird Intensität genannt.
Aufgrund seiner thermischen Trägheit ändert sich die Temperatur des Wassers in der Regel langsamer als die der Luft. Daher spricht man von einer marinen Hitzewelle erst, wenn mindestens fünf Tage lang die Temperaturschwelle überschritten worden ist, während für atmosphärische Hitzewellen ein kürzerer Zeitraum von drei Tagen begriffsbestimmend ist. Auch die Höhe der Schwankungen von Meerestemperaturen ist in der Regel geringer als die der Luft. Um von einer marinen Hitzewelle sprechen zu können, genügen daher schon vergleichsweise geringere Temperaturabweichungen. Im Unterschied zu atmosphärischen Hitzewellen können solche in den Meeren Millionen von Quadratkilometern erfassen.
Hobday und andere schlugen 2018 vor, marine Hitzewellen anhand ihrer Intensität in vier Kategorien einzustufen.
- Kategorie I: moderate MHW
- Kategorie II: starke MHW
- Kategorie III: schwere MHW
- Kategorie IV: extreme MHW

Sei ΔT die Differenz zwischen der langjährigen Mitteltemperatur Tc und der Temperaturschwelle T90. Die Kategorie C der Hitzewelle gibt an, um das Wievielfache von ΔT die maximale Intensität Imax die Temperaturschwelle höchstens überschreitet:
{\displaystyle I_{max}\leq T_{90}+C\cdot \Delta T}

## Auslöser und Verbreitung
Marine Hitzewellen können durch verschiedene Kombinationen von atmosphärischen und ozeanischen Prozessen verursacht werden. In Zusammenhang mit Klimaereignissen wie dem El Niño treten sie häufiger und großflächiger auf. Eine weitere Ursache mariner Hitzewellen können stabile Wetterlagen sein, die Windsysteme umleiten und so eine Durchmischung des Wassers verhindern. Auch Hitzewellen über Land können zu einer Erwärmung angrenzender Meeresflächen beitragen.
Marine Hitzewellen können weltweit auftreten. Typisch sind, je nach Region, ein bis drei Ereignisse pro Jahr. Besonders intensive MHW gibt es in Äquatornähe im östlichen und zentralen Pazifik und in Gebieten östlichen und westlichen Randströmungen. In den Tropen dauern MHW meist 5–10 Tage, im Einflussgebiet der El Niño-Southern Oscillation (ENSO) wird eine längere Dauer von bis zu 60 Tagen beobachtet.
Die Ozeane nehmen etwa 91 % der Wärme auf, die durch die in der Atmosphäre zunehmenden Treibhausgaskonzentrationen zusätzlich im Erdsystem bleibt (→ Wärmeinhalt der Ozeane). Die oberen 75 m erwärmen sich gegenüber dem Mittel der Jahre 1971–2001 weltweit um 0,11 °C pro Jahrzehnt. Marine Hitzewellen werden dadurch häufiger und intensiver. Die Meeresfläche, die von Hitzewellen betroffen ist, nimmt zu. Zur Variabilität im Auftreten mariner Hitzewellen tragen außerdem, sowohl regional als auch global, Schwankungen wie El Nino, die pazifische Dekadenoszillation (PDO) und die atlantische Multidekaden-Oszillation (AMO) bei.
Eine 2018 durchgeführte Auswertung von Satellitendaten und Messungen vor Ort ergaben, dass die Häufigkeit mariner Hitzewellen seit 1925 um mehr als ein Drittel zugenommen hat, ihre Dauer verlängerte sich um mehr als die Hälfte. Die Zahl der Hitzewellentage im Zeitraum 1987–2016 war gegenüber dem Zeitraum 1925–1954 um 54 % größer. Am deutlichsten ist die Zunahme der von Kategorie II-Hitzewellen betroffenen Meeresfläche um knapp ein Viertel bis Mitte der 2000er Jahre. Außer in einigen Gebieten südlich 50° südlicher Breite und des Ostpazifiks nahm die Häufigkeit mariner Hitzewellen überall zu. Die größte Häufigkeitszunahme gab es im Nordatlantik. Über 80 % der auftretenden Hitzewellen lassen sich wahrscheinlich auf die menschenverursachte globale Erwärmung zurückführen. Bei unvermindert fortschreitender Erwärmung würde die Häufigkeit mariner Hitzewelle bis Ende des Jahrhunderts um das über 40-fache zunehmen, ihre räumliche Ausdehnung wäre mehr als 20-fach größer und ihre Dauer würde sich über 100 Tage verlängern.

## Folgen

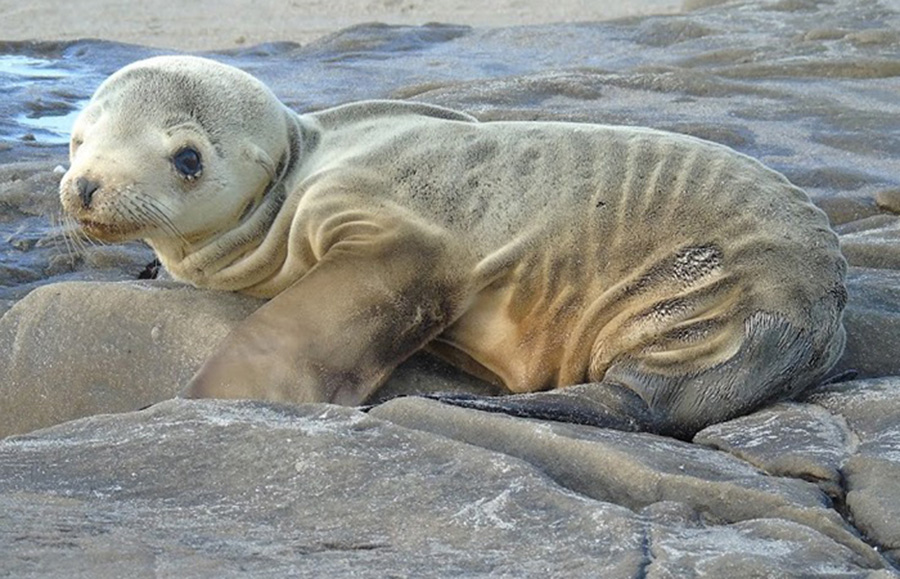
Verhungernder junger Seelöwe, 2015 während der „The Blob“ genannten MHW an der US-Pazifikküste gestrandet

Marine Hitzewellen als kurzfristige Extremereignisse überlagern den langfristigen Trend steigender Meerestemperaturen. Die extrem hohen Temperaturen können über den thermalen Toleranzbereichen wichtiger Habitat-bildender Arten und ganzer mariner Ökosysteme liegen. Sie haben dann zerstörerische Wirkungen auf biologische Prozesse und Artengruppen. Einige Regionen sind besonders verwundbar, sie zeichnen sich durch eine hohe Biodiversität und das Vorkommen von Spezies aus, für die die regionaltypischen Temperaturen schon in der Nähe ihrer tolerierbaren Temperaturgrenze liegen. Auch sonstige menschliche Einflüsse erhöhen die Verwundbarkeit. Bedeutende Habitate – Korallenriffe, Tangwälder und Seegraswiesen – sind seit den 2000er Jahren durch marine Hitzewellen, teilweise in Verbindung mit anderen anthropogenen Stressoren, wie Schadstoffeintrag oder schädliche Fischereipraktiken, großräumig und in Teilen möglicherweise irreversibel geschädigt worden. Arten haben ihr Verbreitungsgebiet und ihre Phänologie verändert. Es kam zu regionalem Massensterben entlang von Nahrungsketten. Dies hatte auch sozioökonomischen Auswirkungen, vor allem in den vom Meer abhängigen Wirtschaftssektoren Fischerei, Aquakultur und Tourismus.

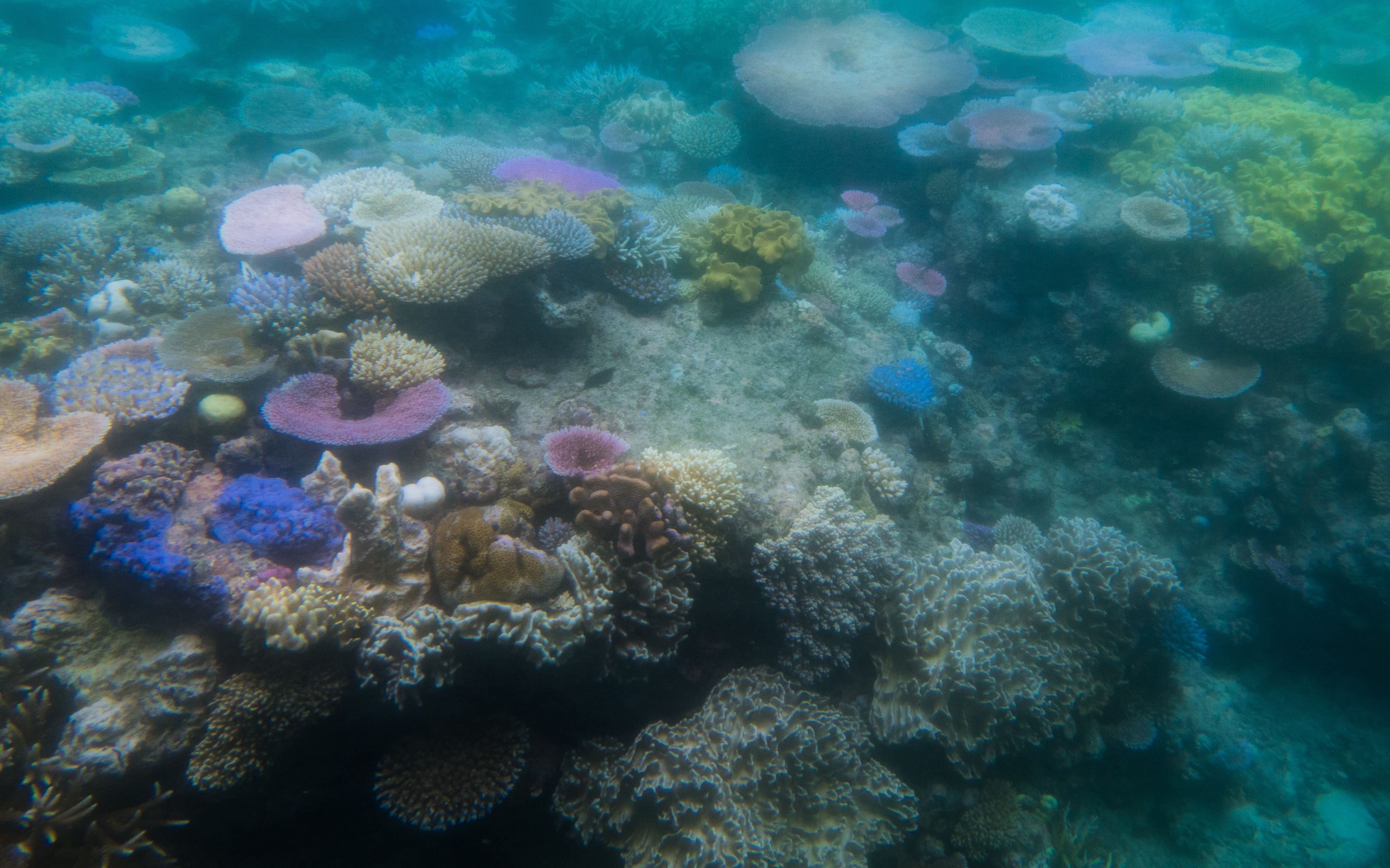
Ausgeblichene Korallen im Great Barrier Reef, 2016

Korallen leben in Symbiose mit einzelligen Algen, von denen sie Sauerstoff und Energie beziehen und die ihnen ihre Farbe verleihen. Bei zu hohen Wassertemperaturen stoßen Korallen die Algen ab, es kommt zur Korallenbleiche. So kam es in den Sommern 2016 und 2017 vor Australien im Great Barrier Reef bei wochenlangen Hitzewellen zu einem Verlust von insgesamt 50 % der Korallen. Im Nordteil des Riffs, das vor allem von der Hitzewelle 2016 betroffen war, starben 90 % der Geweih- und Tafelkorallen. Korallen brauchen 10 bis 15 Jahre, um sich von einem Bleich-Ereignis zu erholen. Bis Beginn der 1980er Jahre lagen im Mittel noch 25 bis 30 Jahre zwischen zwei Ereignissen, zuletzt traten sie in etwa alle sechs Jahre auf. Es besteht die Befürchtung, dass MHW künftig zu häufig für die Regenerationsfähigkeit der Korallen auftreten und diese endgültig absterben.
Seegraswiesen bilden wichtige Lebensräume und stehen am Anfang mariner Nahrungsketten (→ Produzent (Ökologie)). Sie sind eine bedeutende Kohlenstoffsenke, im obersten Meter der von Seegraswiesen gebildeten Sedimente sind weltweit 4,2–8,5 Gt Kohlenstoff gespeichert. Bei marinen Hitzewellen gingen Bestände Habitat-formender Arten, wie das Neptungras im Mittelmeer und Amphibolis antarctica in Westaustralien, verloren. Wenn der Boden unterhalb von Seegraswiesen freigelegt wird, kommt es zu Erosion und Remineralisierung der kohlenstoffreichen Sedimente.

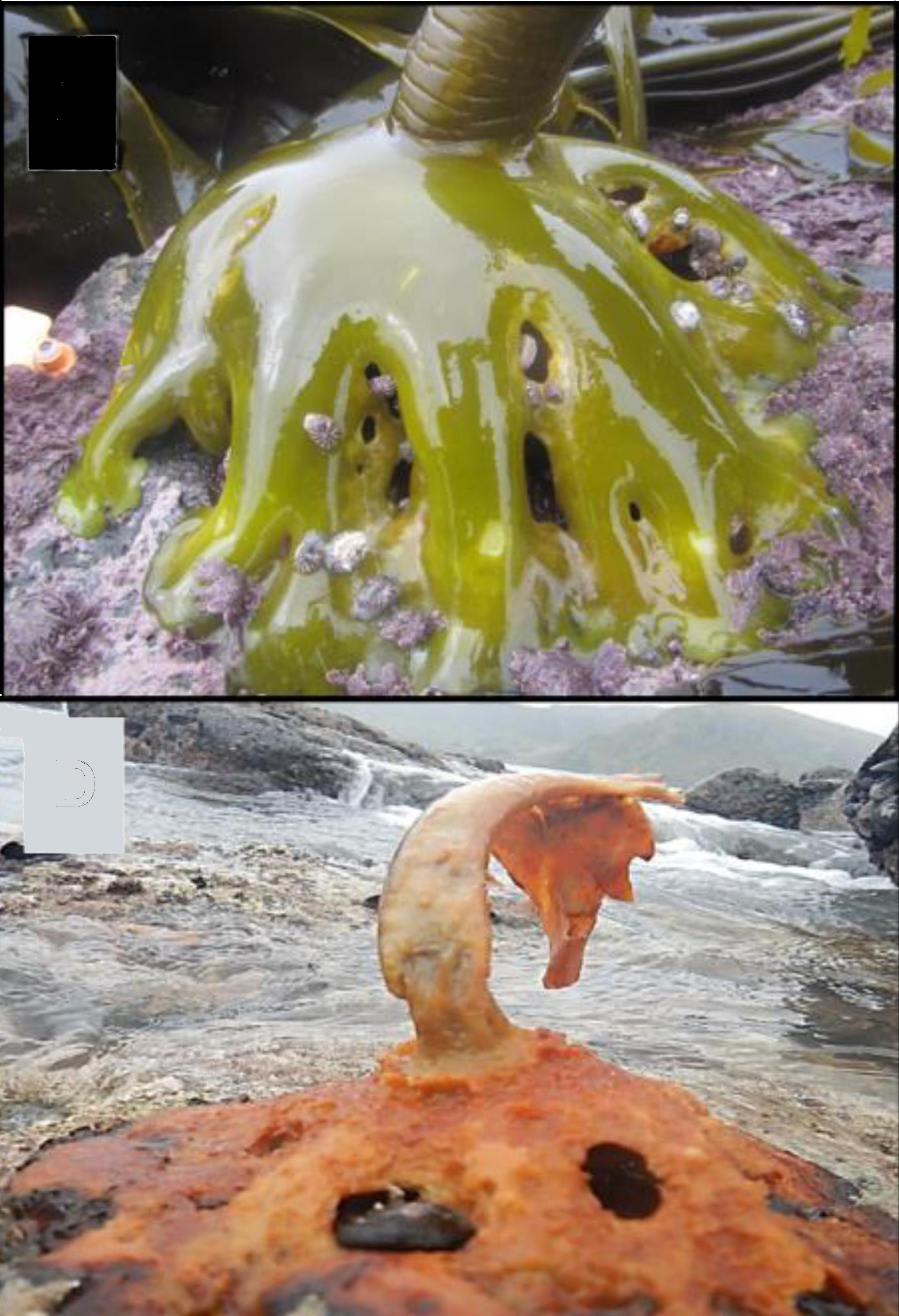
Rhizoid von Durvillaea antarctica (bull kelp) nahe Oaro, Süd-Neuseeland. Oben: gesundes Haftorgan, Nov. 2017. Unten: sich zersetzendes Exemplar, März 2018, nach einer Hitzewelle

Tangwälder kommen außerhalb der Tropen vor, sie sind auf kühlere Gewässer angewiesen. Die rasch wachsenden, bis zu 45 m hohen Makroalgen bilden komplexe, artenreiche Meereslebensräume. Ähnlich wie Seegras stehen sie als basale Art am Anfang von Nahrungsketten. Sie sind wichtige Fischfanggebiete und Tourismusziele. Bis zu 80 % des Tangs werden losgerissen und in Regionen mit niedriger Primärproduktion getrieben, wo sie ebenfalls eine wichtige Nahrungsquelle sind. Teile des abgetriebenen Tangs sinken auf den Grund der Tiefsee. Jährlich entziehen sie dem Kohlenstoffkreislauf 1,73 Gt Kohlenstoff. In Regionen, wo Tangwälder am oberen Rand ihres thermalen Toleranzbereichs vorkommen und wo sich die Meere besonders rasch erwärmen, wurde häufig der Rückgang oder sogar Kollaps von Tangwäldern beobachtet. Dabei spielen sowohl die allmähliche Zunahme der Meerestemperaturen eine Rolle, etwa im Nordatlantik, vor Spanien oder im Westpazifik, als auch marine Hitzewellen, zum Beispiel bei einem Kollaps des Tangwaldes vor Westaustralien. Seit den 2000er Jahren werden Tangwälder zunehmend durch Matten kleinwüchsiger Algen (turf) ersetzt. Es wird befürchtet, dass in einigen Regionen Kipppunkte überschritten wurden und ein irreversibler Kollaps der dortigen Ökosysteme eingetreten ist. In einigen kühleren Regionen überstanden die dortigen Tangwälder Episoden höherer Meerestemperaturen oder es gab Anzeichen einer Wiederbesiedlung von turf-Arealen.

## Bedeutende Hitzewellen
Seit Ende der 2000er Jahre, mit Beginn der näheren Erforschung mariner Hitzewellen, wurden in allen Ozeanen welche beobachtet. Nur wenige sind bislang näher analysiert worden, eine der ersten war eine MHW im Mittelmeer 2003. Neben den hier beispielhaft aufgeführten Hitzewellen zählen dazu weitere bis 2018 aufgetretene Hitzewellen, darunter MHW der Jahre 1998, 2002, 2016 im Westpazifik, die auch das Great Barrier Reef betrafen, oder eine langanhaltende Hitzewelle in der Tasmanischen See im Jahr 2015. 2023 kam es zu einem außergewöhnlich starken Anstieg mariner Hitzewellen, der in der jüngeren Vergangenheit beispiellos war.

### MHW im Mittelmeer 2003
Im Sommer 2003 führte eine starke atmosphärische Hitzewelle über Europa zu einem verstärkten Wärmeeintrag in das nördliche Mittelmeer. Dies in Kombination mit nur geringem Wind löste eine thermale Stratifikation des Meerwassers in der Region aus: Der Austausch des Oberflächenwassers mit tieferen Wasserschichten kam weitgehend zum Erliegen, es erwärmte sich um 2–3 °C. Die Hitzewelle dauerte länger als 10 Wochen an. Ein Massensterben bodenbewohnender wirbelloser Tiere in flachen Gewässern war die Folge. Seegraswiesen gingen verloren.

### Ningaloo-Niño MHW 2011
Im südhemisphärischen Sommer 2011 trat eine auch als Ningaloo-Niño bezeichnete extreme marine Hitzewelle vor der Küste Westaustraliens auf. Ursache war wahrscheinlich ein außergewöhnliches La-Niña-Ereignis vor der Küste Südamerikas in den Jahren 2010/2011. Über eine ozeanische und atmosphärische Telekonnektion verstärkte sich die Leeuwin-Strömung vor der Küste Westaustraliens und brachte tropisch warmes Wasser polwärts in die gemäßigten Breiten entlang der Küste.
Dies löste ein Massensterben unter Arten aus, die für die benthischen Habitate in der Übergangszone zwischen Tropen und gemäßigten Breiten entscheidend sind. Benthische Ökosysteme veränderten sich dadurch grundlegend. Tangwälder entlang eines über 100 km langen Küstenstrichs zwischen Kalbarri und der Jurien Bay gingen verloren und wurden durch Matten niedrigwüchsiger Algen (turf) ersetzt.
Die Ningaloo-Hitzewelle schädigte mehr als ein Drittel der bedeutenden Seegraswiesen in der Haifischbucht (Shark Bay), einem UNESCO-Welterbe an der Westküste Australien. Dort hatte sich in den letzten 8000 Jahren eine ausgedehnte Seegrasfläche entwickelt, die einen Anteil von 0,7–2,4 % an der weltweiten Seegrasfläche hat. In der Shark Bay lebt eine große Population des Indopazifischen Großen Tümmlers. Durch die Hitzewelle ging die Zahl der neugeborenen Kälber zurück, die Zahl der dort lebenden Tiere sank insgesamt um 12 %. Der Bestand hatte sich auch 2017 noch nicht erholt. Die Fischerei erlitt erhebliche Einbußen.

### Nordwestatlantische MHW 2012
Im Jahr 2012 wurde infolge einer starken marinen Hitzewelle im nordwestlichen Atlantik und besonders im Golf von Maine eine drastische Veränderung der Verbreitung und jahreszeitlichen Entwicklung einiger für die Fischerei wichtiger Arten beobachtet. Wärmeliebende Arten wanderten nach Norden, bei anderen Arten kam es zu einer verfrühten Fischwanderung. Kalmare tauchten vor Maine auf. Hummer wanderten drei Wochen zu früh in die flachen Gewässer. Dies führte zu früheren und größeren Fängen in der Fischerei, einem Preisverfall und bedrohte die US-amerikanischen und kanadischen Hummerfischer.
Die Fischereipraktiken mussten danach angepasst werden, mit ökonomisch und politisch signifikanten Implikationen.

### Der Blob im nordöstlichen Pazifik 2014–2016

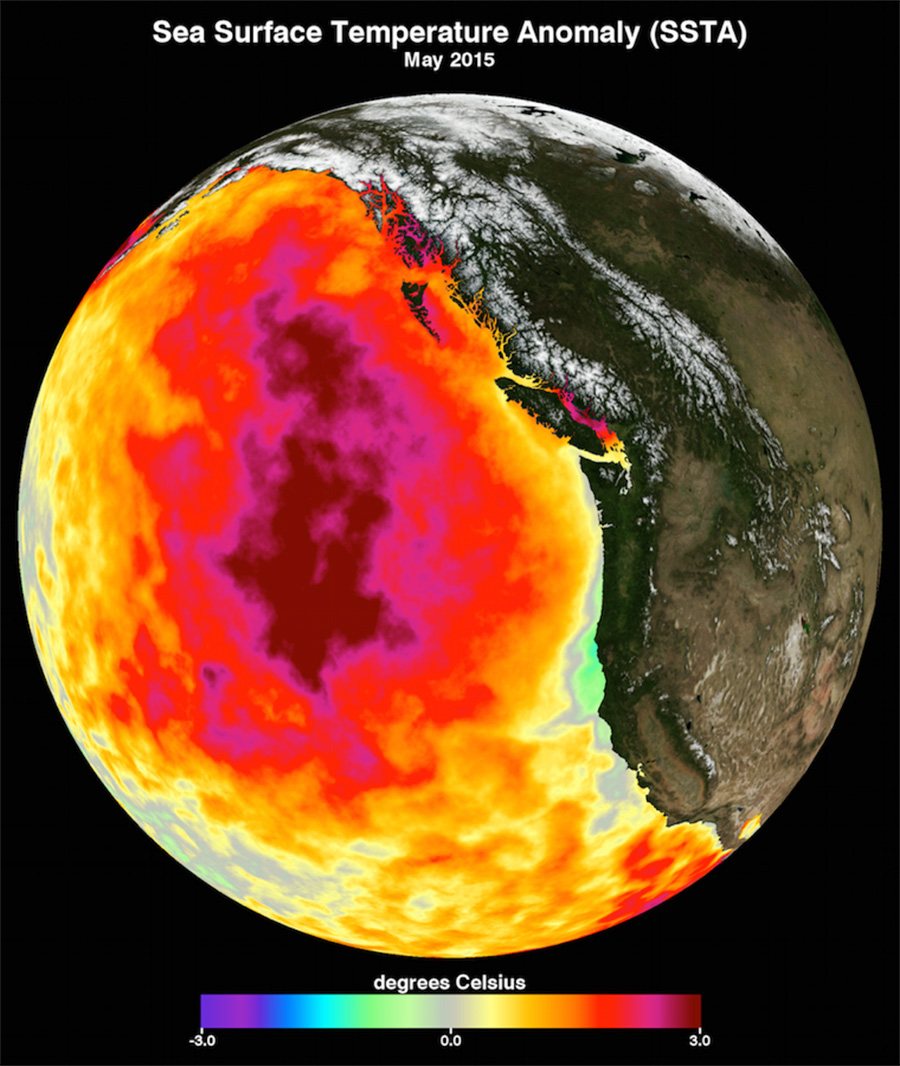
Der „Blob“ im Mai 2015

Vom Frühjahr 2014 bis in den Sommer 2016 kam es im nordöstlichen Pazifik zu einer – nach einem gleichnamigen Horrorfilm aus dem Jahr 1959 – The Blob getauften schweren und besonders ausgedehnten Hitzewelle, die zeitweise von Alaska bis nach Mexiko und von der US-Küste bis nach Hawaii reichte. Die Wassertemperaturen vor der Küste Kaliforniens lagen zeitweise sechs Grad höher als normal. Ein langanhaltendes blockierendes Hoch über Alaska hatte im Herbst 2013 dafür gesorgt, dass die sonst üblichen arktischen Stürme den Nordwest-Pazifik nicht erreichen und das Wasser nicht durchmischen konnten. Zudem wurde die Wärme über der Meeresoberfläche nicht abtransportiert. Das stabil geschichtete Wasser erwärmte sich in der oberen Schicht stark und nährstoffreiches Tiefenwasser drang nicht mehr an die Oberfläche. Im Winter 2014/2015 brachten Südwinde ungewöhnlich warme Luft. In den Jahren 2015 und 2016 kam ein El Niño-Ereignis hinzu.
Die Folge war ein Massensterben von Ruderfußkrebsen und des Krill sowie weiterer Tiere, wie Seevögel oder Wale, die in der Nahrungskette auf den Krill angewiesen sind. Die Kabeljaubestände gingen um 70 % zurück. Geschätzt 1 Mio. Trottellummen verhungerten, weil Quantität und Qualität der ihnen als Nahrungsgrundlage dienenden Fischbestände zurückgingen. Gift produzierende Kieselalgen hingegen vermehrten sich stark. Aufgrund der Algenblüte musste die Fischerei an der Westküste der USA über mehrere Monate eingestellt werden. Tangwälder vor der kalifornischen Küste kollabierten, sie ähnelten danach einer von Seeigeln geprägten Einöde. Mit dem Verlust dieser Nahrungsgrundlage kollabierten ebenfalls die Bestände des Roten Seeohres, sein Fang kam vor Oregon und Kalifornien zum Erliegen. Die hohen Temperaturen der Meeresoberfläche beeinflussten wahrscheinlich das Wetter entlang der US-Westküste und trugen zu der Dürre in Kalifornien 2011–2017 bei.

### Starke Zunahme ab 2023

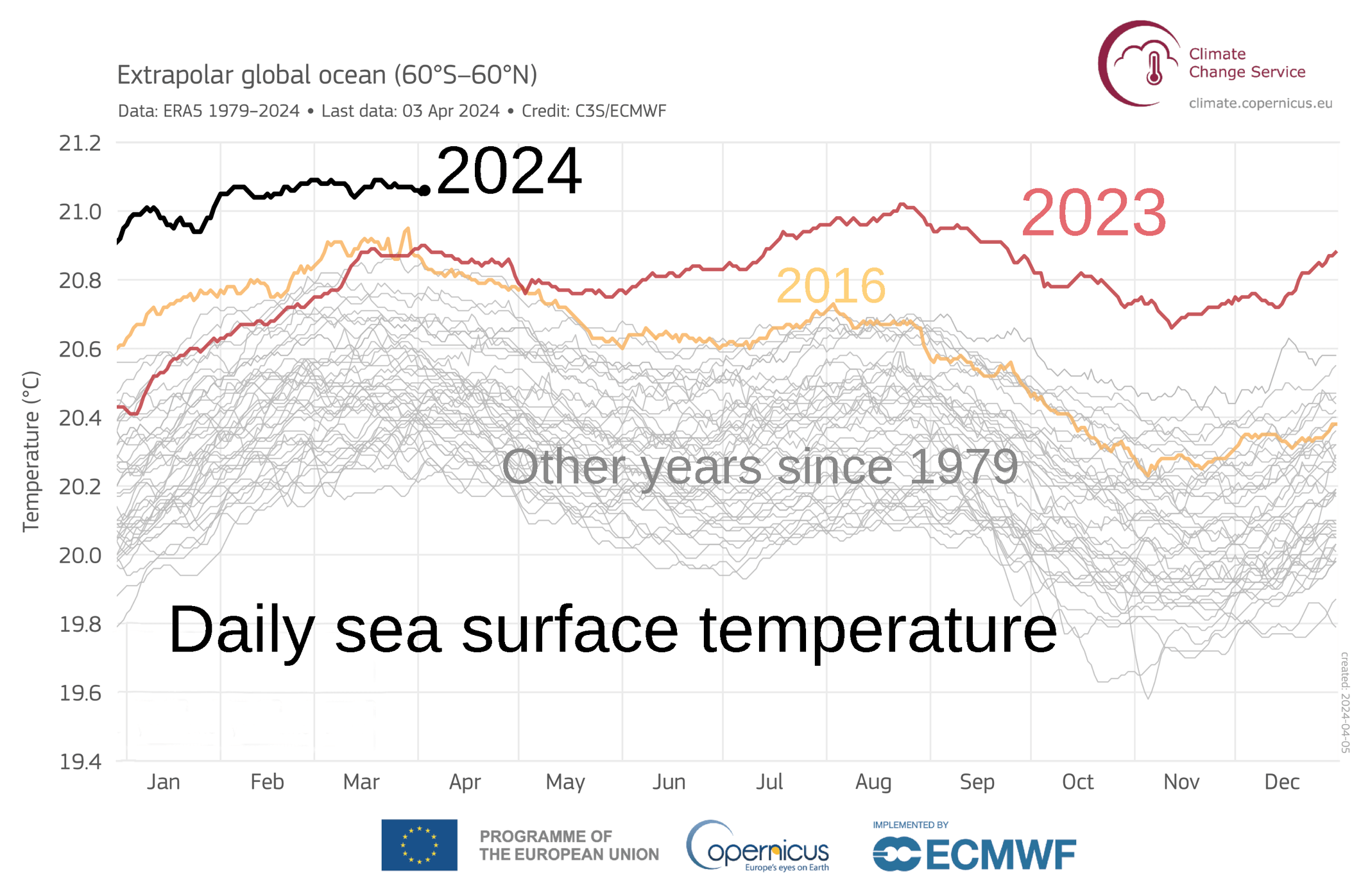
Entwicklung der Meeresoberflächentemperatur 1979–2024.

2023 wurden neue Rekorde in Bezug auf Dauer, Ausmaß und Intensität verzeichnet.